# Giancarlo Vecerrica

Bischofswappen von Giancarlo Vecerrica

Giancarlo Vecerrica (* 26. Juli 1940 in Tolentino, Region Marken, Italien) ist ein italienischer Geistlicher und emeritierter römisch-katholischer Bischof von Fabriano-Matelica.

## Leben
Vecerrica empfing am 22. Mai 1965 die Priesterweihe für das Bistum Macerata-Tolentino.
Am 30. Dezember 2002 wurde er von Papst Johannes Paul II. zum Bischof von Fabriano-Matelicaernannt. Die Bischofsweihe spendete ihm der Bischof von Macerata-Tolentino-Recanati-Cingoli-Treia, Luigi Conti, am 22. Februar des folgenden Jahres. Mitkonsekratoren waren der Apostolische Nuntius in Italien, Paolo Romeo, und der Prälat von Loreto, Angelo Comastri.
Papst Franziskus nahm am 18. März 2016 seinen altersbedingten Rücktritt an.